# Mindset (Unternehmen)
Die Mindset Holding AG  (bis Mai 2009 Spirt Avert AG) war ein Schweizer Unternehmen. Sein im 2013 konkursgerichtlich aufgelöstes Tochterunternehmen Mindset AG stellte das Projekt eines Elektroautos vor. Die Mindset Holding AG befindet sich mehrheitlich im Besitz der in Küsnacht ZH ansässigen CommCept AG des aus Bülach stammenden Lorenzo Rudolf Schmid.

## Unternehmen
Ziel des im Juli 2007 gegründeten Unternehmens war die Entwicklung und Produktion eines Elektroautos. Die Gesamtentwicklung wurde vom ehemaligen Firmensitz in Horw, wo das Unternehmen bis Oktober 2009 bei der Mehrheitsaktionärin CommCept AG untergemietet war, gesteuert. Die Fertigung des bisher einzigen, im vierten Quartal 2008 fertiggestellten Prototypen wurde vollständig durch externe Partnerunternehmen übernommen. Seit Januar 2011 befand sich der Sitz der Mindset AG wie auch der Commcept AG in Küsnacht ZH in einer alten Villa. Das Unternehmen verfügt über keine eigene Produktion. Diese soll von einer aussenstehenden Herstellerfirma übernommen werden, wobei Mindset mit Stand 24. Oktober 2010 weiterhin über keinen solchen Produktionsvertrag verfügt.
Wegen Kapitalmangel, der schliesslich zu einer Überschuldung des Unternehmens per Ende 2009 führte, werden seit Ende 2008 keine grossen Projektschritte mehr umgesetzt sowie im Extremfall die Einstellung des Projektes mindset in Erwägung gezogen. Im Mai 2009 gab die Mindset Holding für die Mindset AG einen Kapitalbedarf von 166 Millionen Franken bekannt, deren Finanzierung über zwei Kapitalerhöhungen hätte stattfinden sollen, jedoch mangels Investoren nie erfolgte.
Eine am 9. Mai 2010 bekannt gegebene Finanzierungsvereinbarung mit der Investmentgesellschaft Global Emerging Markets Limited (GEM) über einen Maximalbetrag von 183,260 Millionen Franken, wovon 75 Millionen Franken als Eigenkapital über die Ausgabe von Optionsscheinen erfolgen sollte, wurde bis dato (Stand 24. September 2010, Veröffentlichung Halbjahresbericht 2010) nicht vollzogen. Die Mindset Holding führte im 1. Halbjahr 2010 lediglich zwei kleine Kapitalerhöhungen im Umfang von insgesamt 250'000 Aktien zum Nominalwert von 3 Franken durch. Im Juli 2010 folgte eine dritte kleine Kapitalerhöhung im Umfang von 772 Aktien zum Nominalwert von 3 Franken.
Die letzten Investitionen in Forschung und Entwicklung belaufen sich auf 268'000 Franken für das Gesamtjahr 2009, wobei 251'000 Franken auf die erste Jahreshälfte entfielen. Im ersten Halbjahr 2010 wurden laut Halbjahresabschluss keine Investitionen mehr für Forschung und Entwicklung getätigt. Laut dem am 24. September 2010 veröffentlichten Halbjahresbericht 2010 ist das Unternehmen per Mitte 2010 weiterhin überschuldet. Das Eigenkapital wird mit minus 107'000 Franken ausgewiesen.
In der Generalversammlung vom 18. Juni 2012 wurde neu Christian Zimmermann in den Verwaltungsrat gewählt, neben Paolo Tumminelli und Lorenzo Schmid (Wiederwahl). Christian Zimmermann war ausserdem seit 2010 auch Verwaltungsrat der konkursrechtlich aufgelösten mindset AG. Lorenzo Schmid war deren Verwaltungsratspräsident und Geschäftsführer. Frau Simonetta Muschi war Direktorin und handelte als Chief Financial Officer.
Mit Verfügung und Urteil vom 28. August 2012 hat der Konkursrichter des Bezirksgerichts Meilen über die Gesellschaft mit Wirkung ab dem 28. August 2012, 10.00 Uhr, den Konkurs eröffnet; demnach ist die Gesellschaft aufgelöst.
Gemäss Pressemitteilung der Gesellschaft ist die Mindset Gruppe überschuldet und zahlungsunfähig und hat Konkurseröffnung beim Amtsgericht Höfe SZ am 31. August 2012 beantragt. Im Jahr 2013 wurden sowohl die Mindset AG als auch die Mindset Holding AG nach Abschluss des Konkursverfahrens im Handelsregister gelöscht.
Nachdem das Unternehmen anfänglich als Ziel für die Markteinführung die zweite Hälfte 2009 angab und den Termin wiederholt verschoben hatte, sprach Unternehmensbesitzer Lorenzo Schmid im Oktober 2010 gegenüber den Medien von gegen Ende 2011 als Termin für eine erste Serienauslieferung von 1500 Exemplaren zum Stückpreis von 100'000 Franken.

## Geschichte
Das Projekt wurde 2008 und in der ersten Hälfte 2009 medienwirksam der Presse vorgestellt und von dieser entsprechend kommentiert. Vorgestellt wurde ebenfalls ein fahrfähiger Prototyp als Versuchsmodell, das im Werk der französischen Heuliez-Gruppe fertiggestellt wurde. Unter anderem wurden aufgrund des vorgestellten Prototypen sowie den unternehmenseigenen Angaben zahlreiche Berichte in der Automobil-Fachpresse publiziert. Ein marktfähiges Fahrzeug wurde hingegen noch nicht produziert.
Als Geschäftsführer der Mindset AG wurde Murat Günak engagiert, der diese Position von Juli 2007 bis Ende Januar 2009 auf Mandatsbasis wahrgenommen hat. Als Ziel für die Markteinführung wurde anfänglich das zweite Halbjahr 2009 angegeben, der Einführungstermin jedoch mehrmals verschoben. Als Grund für die Verzögerung gab das Unternehmen Ende 2008 eine nötige Kapitalerhöhung an, deren Finanzierung noch nicht geklärt war. Experten zeigten sich bereits in der Anfangsphase des Projektes skeptisch. Zudem hatte das Unternehmen laut verschiedenen Presseberichten bereits 2008 mit finanziellen Schwierigkeiten zu kämpfen.
Anfang 2010 verliessen Buchter und Keller zusammen mit dem gesamten Engineering Team aufgrund anderer strategischer Ansichten das Unternehmen. Gleichzeitig trat Paolo Tumminelli aus Köln zurück, der sich später wieder in Abwesenheit in den Verwaltungsrat wählen liess. Im Sinne einer Liquiditätsbereitstellung wurde ebenfalls im Februar 2010 die Platzierung von 50'000 Aktien zu fünf Franken bekannt gegeben. Zudem berief die Mindset Holding AG für den 12. März 2010 eine ausserordentliche Generalversammlung ein, in der unter anderem eine bislang nicht erfolgte Sanierung mittels Kapitalschnitt sowie die Sitzverlegung der Holding nach Freienbach im Kanton Schwyz von den Aktionären genehmigt wurde. Neu in den Verwaltungsrat gewählt wurde Leon Hustinx, der bis Mitte 2008 bei der Daimler AG in verschiedenen Marketing- und Vertriebsfunktionen tätig war und über die deutsche Beratungsgesellschaft kleinundpläcking Ende 2008 für den Aufbau einer Vertriebsstruktur für Mindset engagiert wurde.
Auf einem Investoren- und Pressetag, welcher am 8. November 2010 stattfand, wurden die neuen industriellen Partner vorgestellt, zu welchen unter anderem BRUSA Elektronik AG, Xenatec Group, Benteler Engineering Services und swissauto Wenko AG gehören.
Bis 30. Juni 2011 ist dem Unternehmen kein wesentliches Kapital zugeführt worden. Für F&E, also die Weiterentwicklung des mindset, konnten 2011 bisher nur 72'000 Franken ausgegeben werden, während das Management Personalkosten von über 360'000 Franken für sich beansprucht hat. Gesamthaft hatte das Unternehmen zum 30. Juni 2011 noch 19'000 Franken Barmittel, bei 3,36 Millionen Franken Schulden und einem negativen Eigenkapital von 1,8 Millionen Franken. Einziges Asset ist ein Prototyp, der 2011 nachträglich mit 1,5 Millionen Franken bewertet wurde.

## Fahrzeug
Das projektierte Hybridelektrokraftfahrzeug mindset soll ein serieller Hybrid, Vollhybrid und Plug-in-Hybrid werden. Ein noch nicht fahrfähiger Prototyp des 2+2-Sitzers wurde 2008 vorgestellt.
Das Auto soll über einen 100 kW starken Elektromotor verfügen, der es in 6,9 Sekunden auf 100 km/h beschleunigen soll oder optional Vierradantrieb mit zwei Hybrid-Synchronmotoren mit jeweils einer Leistung von 100 kW bei 220 Nm Drehmoment bei einer Beschleunigung von 0 auf 100 km/h in unter vier Sekunden. Die Höchstgeschwindigkeit wird auf 150 km/h begrenzt sein. Die Batterieladung soll für 400 km Elektrobetrieb im ECE-Gesamtzyklus reichen. Die Batterien Typ Lithium-Ionen-Akkumulator sollen in einer Stunde wieder aufgeladen werden können.
Mit einem Range Extender (dt.: Reichweitenverlängerer) sollen 800 km Reichweite möglich sein. Der Range Extender soll ausgebaut werden können, um im Alltagsbetrieb sein Gewicht einzusparen. Der Benzinverbrauch soll mit dem Range Extender bei einer konstanten Geschwindigkeit von 120 km/h weniger als 4 Liter auf 100 km betragen. Der im Heck integrierte Miniaturmotor ist ein Einzylinder-Viertakt-Ottomotor mit 300 cm³ Hubraum und 26 kW Leistung.
Je nachdem, wie der Strom zur Ladung der Batterien produziert wird, beträgt der CO2-Ausstoss 1 bis 55 Gramm pro Kilometer. Kommt der Reichweitenverlängerer zum Einsatz, liegt der CO2-Ausstoss je nach Stromquelle bei 14 bis 70 Gramm pro Kilometer.
Die Grundkonstruktion der Karosserie ist aus geschweissten Aluminiumprofilen, auf die Bauteile aus Verbundwerkstoffen montiert werden. Diese Space-Frame-Leichtbauweise soll das Fahrzeuggewicht 4,20 Meter Länge auf ca. 1100 kg beschränken. Die stromlinienförmige Karosserie Typ Coupé Berlinetta des Fahrzeugs steht auf hohen 22-Zoll-Rädern von Vredestein, um Übersicht und bequemes Einsteigen zu ermöglichen. Sie sind 155 mm schmal, um den Rollwiderstand gering zu halten. Diese Kombination nennt der Designer Commuter, in Anlehnung an geschlossene kleine Holzsportboote, mit denen in den 1920er Jahren in New York wohlhabende Bürger von Hampton nach Manhattan zur Arbeit fuhren. Die Dachverglasung des Mindset soll optional mit Solarmodulen ausgestattet werden können.

## Kritik
Auf Anfrage des Tages-Anzeigers Anfang Januar 2008 äusserte sich ETH-Professor Lino Guzzella wie folgt zum Mindset-Projekt: «Das Konzept des Mindset als solches ist hervorragend, aber es ist weder neu noch besser als viele Konkurrenzprodukte – auch aus der Schweiz –, die nicht vom Fleck kommen. Wer soll das Ding kaufen, ausser ein paar Liebhabern?» Punkto Sicherheit hielt er fest, dass nur die Allerwenigsten mit einem Wagen fahren wollen, der nicht alle gängigen Crashtests glänzend bestanden habe.
Kritisch wurde das Projekt von Spirt Avert bzw. der Mindset Holding bereits in seiner Anfangsphase insbesondere aus Anlegersicht betrachtet. In einem am 8. Januar 2008 erschienenen Artikel des Tages-Anzeigers wurden verschiedene Parallelen zwischen Mindset und einem früheren Autoprojekt des Firmeninhabers Lorenzo Schmid aufgezeigt. So pries Lorenzo Schmid schon während des New-Economy-Booms um die Jahrtausendwende über die börsenkotierte Beteiligungsfirma CommCept Trust AG mit Twike ein Elektrofahrzeug der Zukunft an. Der Aktienkurs der CommCept Trust AG stürzte kurze Zeit später so ab, wie er zuvor nach oben geschossen war. Schmid wurden diesbezüglich Interessenkonflikte vorgeworfen, weil er in seiner Funktion als Vermögensverwalter Dutzende Millionen Franken an Erfolgshonoraren eingenommen hatte. Gleichzeitig gewährte die Autofirma SwissLEM AG, an der Schmid massgeblich beteiligt war, Schmids Firmen eine Million Franken Kredit und investierte weitere Millionen ihres Startkapitals in Aktien von Firmen, deren Papiere Schmid auch ins Portefeuille der Beteiligungsfirma gesteckt hatte. Statt der anvisierten 10'000 Fahrzeuge jährlich wurden insgesamt bloss 700 Stück verkauft, worauf SwissLEM im Sommer 2002 Konkurs ging. CommCept Trust AG, an der Schmid im Juni 2001 anlässlich einer turbulenten Aktionärsversammlung seinen Einfluss verlor, wurde unter der Last von angehäuften Verlusten in dreistelliger Millionenhöhe übernommen und aufgelöst.
Wie schon bei SwissLEM sieht sich Lorenzo Schmid auch bei Mindset sowohl mit einem Klumpenrisiko wie auch mit einem Interessenkonflikt konfrontiert. So ist Lorenzo Schmid über seine heutige Beratungsgesellschaft CommCept AG sowohl Mehrheitsbesitzer der Mindset Holding wie auch gleichzeitig Advisor des Anlagefonds CommCept Swiss Mid & Small Caps Fund, in dem die Aktien der Mindset Holding die grösste Position des Anlagefonds ausmachen.
Grosse Fragen wirft der Konkurs der Gesellschaften auf. Weiterhin geben die hohen Managerlöhne zu reden, obwohl die Gesellschaft vor dem Aus stand. Insbesondere scheint kritisch, dass die Holding durch Herrn Lorenzo Schmid erst Konkurs anmeldete und publizierte, als das Gericht bereits zuvor die Tochter aufgelöst hatte, welche das Projekt Mindset besass.